# 연일중학교
연일중학교(蓮一中學校)는 대한민국 부산광역시 연제구 연산동에 있는 공립 중학교이다.

## 학교 연혁
- 1981년 1월 20일 : 연산여자중학교 개교 인가
- 1981년 3월 1일 : 초대 이정호 교장 부임
- 1981년 3월 5일 : 개교 및 제1회 입학식 (15학급)
- 1984년 2월 14일 : 제1회 졸업식 (15학급 1,020명)
- 2002년 3월 1일 : 연일중학교 교명 변경
- 2003년 12월 19일 : 잔메관 개관
- 2012년 2월 23일 : 교과교실(수학,영어) 7개 교실 완공
- 2014년 11월 28일 : 2014 창의경영 건장증진모델 연구학교 운영
- 2024년 2월 7일 : 제41회 졸업식(173명, 총 18,609명)
- 2024년 3월 1일 : 제16대 조은영 교장 부임
- 2024년 3월 4일 : 제44회 입학식(185명)

## 참고 자료
- 연일중학교 - 한국교육학술정보원 학교알리미